# Cummings Col
Cummings Col är ett bergspass i Antarktis. Det ligger på Signy Island i Sydorkneyöarna. Argentina och Storbritannien gör anspråk på området. Cummings Col ligger 141 meter över havet.
Terrängen runt Cummings Col är varierad. Trakten är obefolkad.